# Analyse des réseaux sociaux

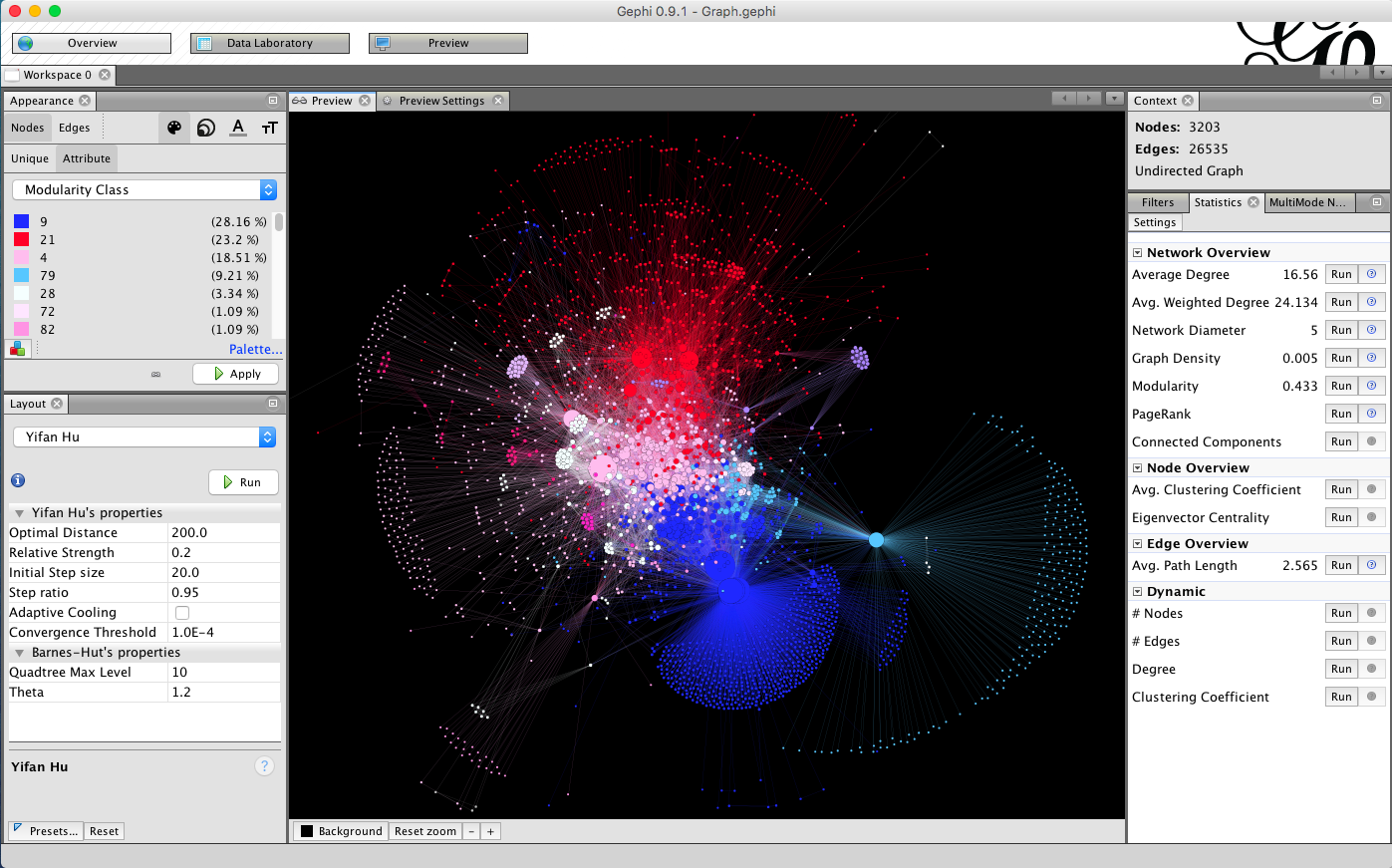
Gephi 0.9.1 Logiciel d'analyse et de visualisation des réseaux

Ne doit pas être confondu avec Théorie de l'acteur-réseau.
L'analyse des réseaux sociaux (ou Social Network Analysis - SNA en anglais) est une approche sociologique qui élabore et mobilise une théorie des réseaux pour l'étude des relations sociales entre des entités (individus, groupes, organisations, objets, etc.) dans l'objectif de comprendre les structures et dynamiques sociales.
L'analyse des réseaux sociaux conçoit les interactions sociales en termes de nœuds et liens. Les nœuds sont habituellement les acteurs sociaux (individuel ou collectif), mais ils peuvent aussi représenter d'autres types d'entités (un article scientifique par exemple). Les liens sont les interactions ou les relations entre ces nœuds. Il existe une très grande diversité de type de liens entre les nœuds (transactions monétaires ou d'informations, relation amicale, interactions verbales, présence à un même évènement, etc.).
Il est entre autres possible par cette approche d'appréhender le capital social des acteurs sociaux.
Les origines de l'analyse des réseaux sociaux sont multiples et pluridisciplinaires : théorie des graphes, psychologie, anthropologie. Le psychologue Jacob Levy Moreno, l’anthropologue John Arundel Barnes ou encore le psychologue social Stanley Milgram sont des précurseurs de l'analyse des réseaux sociaux. Les sociologues Harrison White, Mark Granovetter ou encore Ronald Burt en sont des figures notables. En effet, il existe notamment deux théories célèbres en analyse structurale : celle de Granovetter sur la force des liens faibles, et celle de Burt sur les trous structuraux.

## Introduction à l'analyse de réseaux sociaux
L'analyse des réseaux sociaux se fonde sur l'idée que « les comportements des individus sont liés aux structures dans lesquelles ils s'insèrent ». L'analyse se concentre sur les dyades (deux individus et leurs liens), les triades (trois individus et leurs liens), ou des systèmes plus larges. Il s'agit donc d'analyser les relations entre les entités - appelées individus, acteurs, sommet ou nœuds - qui composent le réseaux. Les entités peuvent être : des personnes, des entreprises, des objets, des lieux, des évènements, des mots, des textes, des publications, des concepts, ou une combinaisons (publications et auteurs par exemple). Les nœuds ont des caractéristiques - appelées « attributs » - qui les distinguent les uns des autres. Il peut s'agir d'attributs dit « catégoriels », comme le fait d'être une femme ou un homme et d'avoir comme prénom Claire ou Pierre, ou d'attributs numérique, comme le fait d'être âgé de 24 ans ou 29 ans. Les relations entre les nœuds ont également des caractéristiques : ce sont des types de liens. Ainsi, les relations entre Claire (femme, 24 ans) et Pierre (homme, 29 ans) peuvent être caractérisées par le fait d'être mariés, de travailler dans la même entreprise, d'avoir des amis en commun, de se connaître depuis 3 ans, et une multitude d'autres caractéristiques relationnelles.

### Définition du réseau social

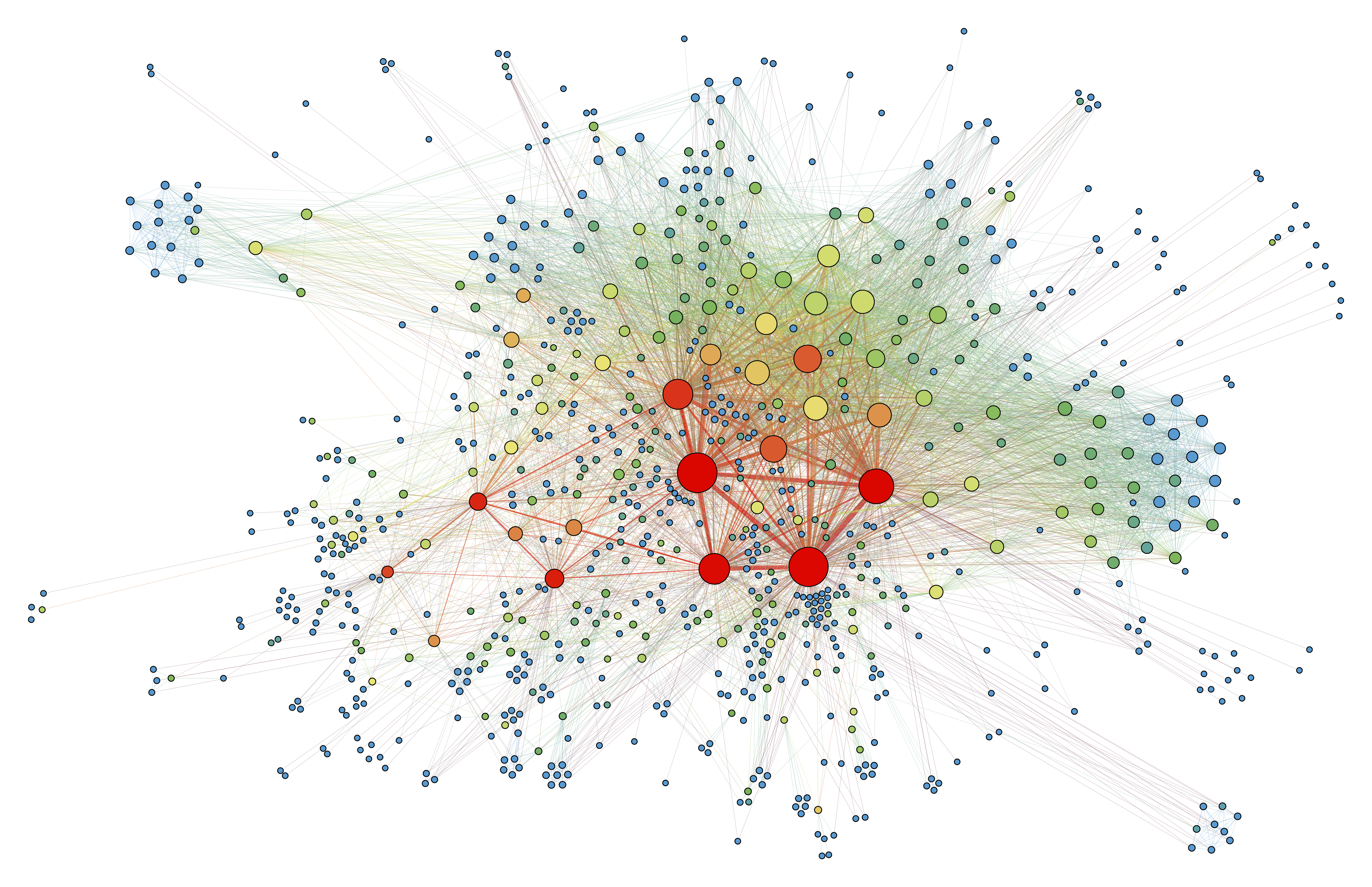
Analyse des réseaux sociaux

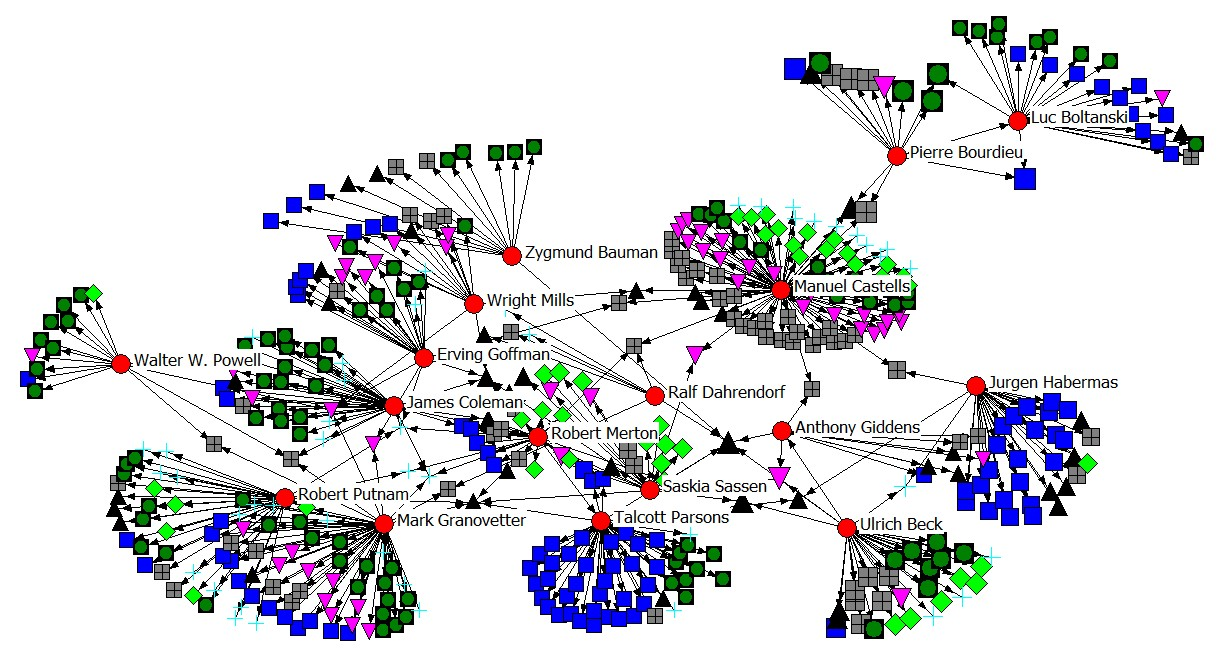
Réseaux de sociologues

Le sociologue Pierre Mercklé défini un réseau social de la manière suivante,, :

« Un réseau social […] [est] constitué d'un ensemble d'unités sociales et des relations que ces unités sociales entretiennent les unes avec les autres, directement, ou indirectement, à travers des chaînes de longueurs variables. Ces unités peuvent être des individus, des groupes informels d'individus ou bien des organisations plus formelles, comme des associations, des entreprises, voire des pays. Les relations entre les éléments désignent des formes d'interactions sociales qui peuvent être elles aussi de natures extrêmement diverses : il peut s'agir de transactions monétaires, de transferts de bien ou d'échanges de services, de transmissions d'informations, de perceptions ou d'évaluations interindividuelles, d'ordres, de contacts physique […] et plus généralement de toutes sortes d'interactions verbales, gestuelles, ou encore la participation commune à un même évènement, etc. »

Il précise que le « langage des graphes, qui a sa terminologie propre, utilise le terme de "sommet" pour désigner les individus et ceux d'arcs ou d’arêtes pour désigner les relations ». Ainsi, l'analyse des réseaux sociaux trouve notamment sont origine dans la Théorie des graphes.

### Types méthodes et de données pour l'analyse de réseaux sociaux
L'analyse de réseaux peut avoir recours à différentes méthodes de production ou de recueil de données (entités et relations) : expérimentation, simulation, dépouillement d'archives, recueil de répertoires, observation ethnographique, carnet de contacts, entretien biographique, questionnaires, captation de données, etc. ; les données peuvent être centrées sur les interactions sociales, sur les échanges sociaux, sur les pratiques sociales, sur l'intensité affective, sur les rôles sociaux, sur les positions sociales, sur les contextes sociaux, etc.

### Formes des réseaux sociaux

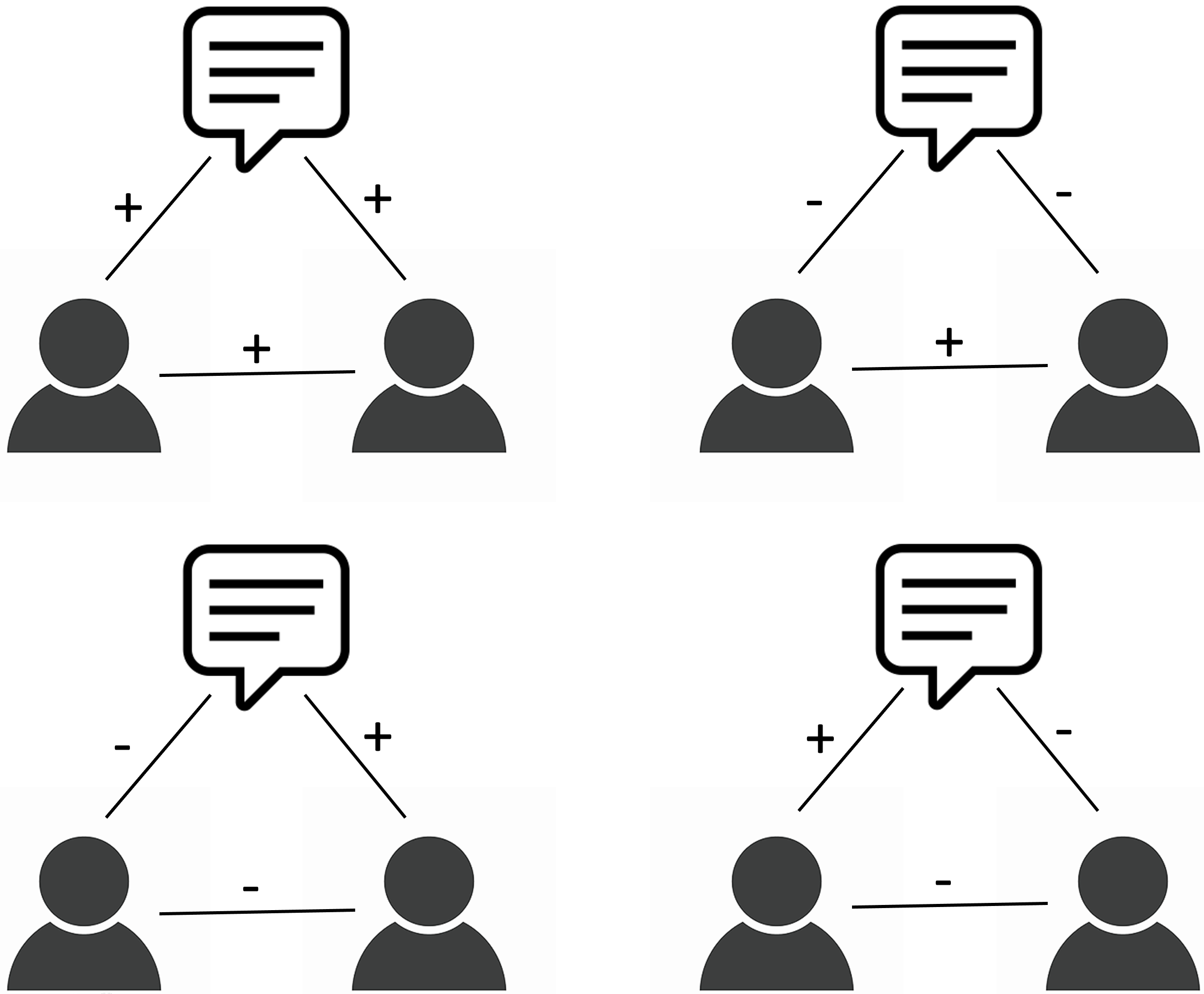
Équilibre structurel

La forme du réseau social modélisé en graphe permet d'exprimer visuellement la dynamique au sein d'un réseau. Il est possible de représenter les liens et les nœuds avec des couleurs et des formes multiples, donnant ainsi davantage d'information sur le type de relation ou le poids d'un acteur dans le réseau. Ainsi, les liens peuvent avoir une flèche ou non indiquant si le lien a une orientation (une direction), ils peuvent avoir un signe (ex : + et - peuvent indiquer les relations de choix avec le signe + et de rejet avec le signe -), les nœuds peuvent avoir des tailles différentes indiquant le poids de l'acteur dans le réseau, etc.

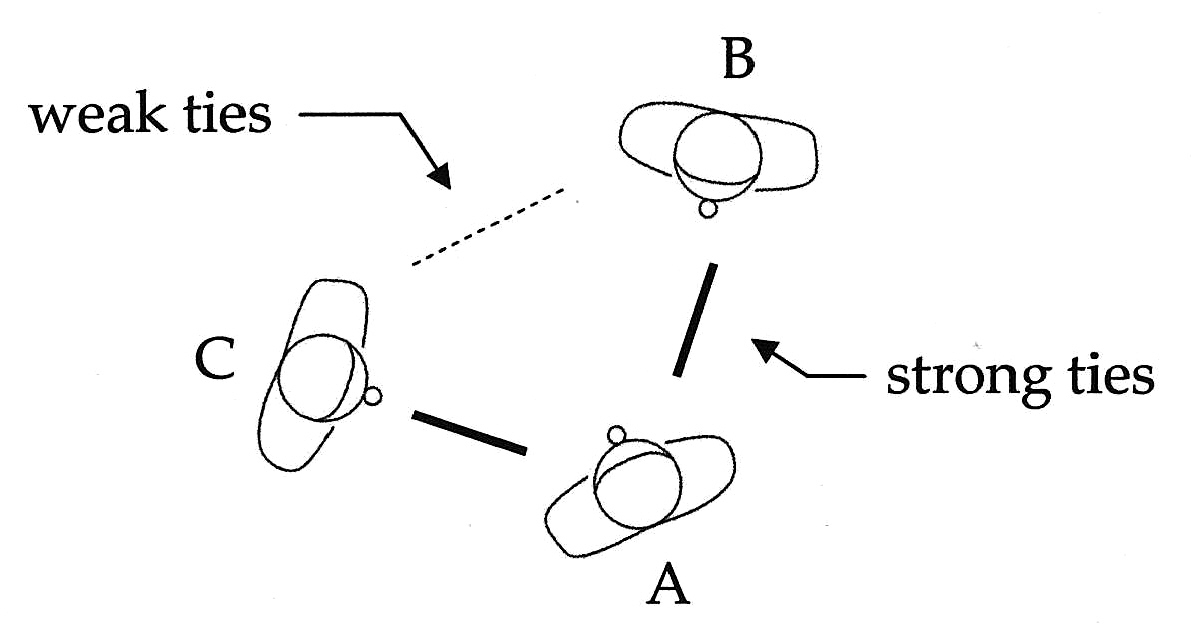
Liens faibles ou forts

Par exemple, un lien avec un trait épais peut indiquer un lien fort (strong tie) entre deux personnes alors qu'un lien avec un trait fin en pointillé indiquera un lien faible (weak tie). Le sociologue Mark Granovetter, dans une étude célèbre, détermine la force d'un lien à partir de quatre critères : (1) la durée de la relation, (2) l'intensité émotionnelle, (3) l'intimité, et (4) les services réciproques que se rendent les partenaires,,.

### Types d'analyses des réseaux sociaux
Comme l'indique Pierre Mercklé, l'approche par l'analyse des réseaux sociaux formule une double critique à l'égard des conceptions « sur-socialisée » (comme l'approche de Talcott Parsons) et « sous-socialisée » (approches utilitariste, de l'économie classique et néo-classique, ainsi que celle de l'individualisme méthodologique). Il s'agirait alors d'une troisième voie, ni macro-sociologique, ni micro-sociologique mais méso-sociologique. Mais Pierre Mercklé souligne que les perspectives des chercheurs tendent à rejoindre l'un ou l'autre de ses pôles traditionnels de l'analyse sociologique.
L'analyse des réseaux sociaux se caractérise par son insistance sur la forme plutôt que sur le contenu du réseau. La forme renvoyant à l'idée de structure ; le contenu renvoie notamment aux attributs des individus (classe, sexe, âge, etc.). On appelle « analyse structurale » l'analyse des réseaux sociaux qui a pour objet les structures de réseau. Comme l'indiquent les sociologues Vincent Lemieux et Mathieu Ouimet :

« l'analyse structurale [...] se fonde sur le postulat voulant que les acteurs sociaux se caractérisent par leurs relations, alors que, dans les autres schèmes d'intelligibilité du social distingués par Berthelot, ils se caractérisent plutôt par leurs attributs [...], par les fonctions qu'ils remplissent, par leurs actions, par le sens qu'ils donnent au monde qui les entoure, ou par les mouvements historiques où ils sont pris. [...] Dans cet ensemble de voies d'analyse, le parti pris de l'analyse structurale est de considérer que les acteurs sociaux sont définis avant tout par leurs relations et par la forme de ces relations »

Ainsi, l'analyse de réseaux entend se démarquer des méthodes d'analyses sociologiques traditionnelles par le fait qu'elle ne considère pas la réalité observée en termes de catégories prédéfinies. Les sociologues Alain Degenne et Michel Forsé précisent que : « au lieu de penser la réalité en termes de relations entre les acteurs, beaucoup de ceux qui traitent les données empiriques se limitent à la penser en termes de catégories (par exemple, les jeunes, les femmes, les cadres, les pays en voie de développement, etc.). Ces catégories sont construites par agrégation d'individus aux attributs jugés similaires et a priori pertinents, pour le problème traité ». L'analyse de réseaux se distingue aussi des approches plus traditionnelles en sciences sociales parce qu'elle permet l'expérimentation, comme le cas pour l'« étude du petit monde », et la mathématisation de son approche, comme l'étude du sociologue Harrison White via la technique dite des matrice par blocs. En pratique, l'analyse des réseaux sociaux combine différents niveaux d'analyse : individuel, relationnel et structural. Autrement dit, il s'agit de prendre en compte les attributs ou propriétés des acteurs, les caractéristiques des relations qu'ils ont entre eux et les caractéristiques de l'ensemble du système.

### Réseaux personnels et réseaux complets
Un réseau personnel, dit aussi réseaux égocentré, est un réseau est construit à partir d'un nœud nommé « ego » : les relations entre ego et ses contacts (dit « l'étoile ») et les relations entre les contacts eux-mêmes (dit « la zone »). On construit le graphe sans tenir compte des frontières entre les groupes. Cette approche a été notamment utilisé dans une étude sur la dynamique des relations sociales. Pour un acteur individuel, le réseaux peut être constitué de son conjointe ou sa conjointe, de sa famille, de ses amis, de ses collègues de travail, etc. contacts plus ou moins reliés entre eux. Autrement dit, il s'agit d'étudier les relations autour d'un individu pris au sein d'une population, ce qui permet l'étude de la solidarité sociale par exemple.
Un réseau complet, (whole network ou total network en anglais) est un réseau restreint au sens où les frontières sont délimitées : celles d'un groupe, d'une organisation, etc.. La complétude ici renvoie à l'idée d'une exhaustivité restreinte à des frontières délimitées. Ainsi, un réseau complet peut être : tous les élèves d'une classe d'école par exemple. Autrement dit, il s'agit d'étudier les relations d'une sélection d'individus sur un critère, ce qui permet l'étude du pouvoir ou de l'action collective par exemple.
Mentionnons également les « chaînes relationnelles » qui permet l'étude des processus de mise en contact pour l'étude d'accès aux ressources, et les « grands réseaux » pour l'étude de la connectivité et la diffusion des ressources par exemple.

## Origines de l'analyse des réseaux sociaux
Les origines de l'analyse des réseaux sociaux sont multiples : théorie des graphes, psychologie, anthropologie. Mentionnons quelques repères historiques notables : le psychologue Jacob L. Moreno, l’anthropologue John A. Barnes, l’anthropologue et psychanalyste Elisabeth Bott, le psychologue social Stanley Milgram, et les sociologues Harrison White, Mark Granovetter et Ronadl Burt.

### Théorie des graphes
L'analyse de réseaux repose aussi sur l'apport des mathématiques aux sciences sociales. Notamment la théorie des graphes.

### Jacob L. Moreno
Pour Stanley Wasserman et Katherine Faust,, le psychologue Jacob Levy Moreno, fondateur de la sociométrie, est considéré comme un des précurseurs de l'analyse de réseau. En 1934, il publie son ouvrage de référence Who Shall Survive?. Il invente une représentation graphique, le sociogramme dit aussi « géographie psychologique » :
|    |
| CP |

|     |
| CE1 |

|     |
| CE2 |

|     |
| CM1 |

### John A. Barnes
En 1954, l’anthropologue John Arundel Barnes, dans une étude sur la stratification sociales d'une île norvégienne (Class and Committees in a Norwegian Island Parish), introduit dans les sciences sociales le terme de réseau social (social network), : 

« Chaque individu a un certain nombre d’amis, et ces amis ont leurs propres amis ; certains de ses amis se connaissent les uns les autres, et d’autres non. Il me semble approprié de parler de réseau pour désigner cette sphère sociale. L’image que j’ai en tête est celle d’un ensemble de points qui sont reliés par des lignes. Les points de cette image sont des individus, ou parfois des groupes, et les lignes indiquent quelles sont les personnes qui interagissent les unes avec les autres »

Le texte est traduit en français en 2013.

### Elisabeth Bott
En 1957, l’anthropologue et psychanalyste Elisabeth Bott publie Family and social network en partant du principe que le groupe domestique est un système relationnel comportant des liens entre ses membres d'une part, et des liens avec l'extérieur. Elle fait l'hypothèse que « le degré de ségrégation des rôles entre mari et femme varie dans le même sens que la densité du réseau social de la famille »,.

### Stanley Milgram

Les degrés de séparations

En 1967, le psychologue social Stanley Milgram met en place un dispositif expérimental, considéré comme un classique dans les recherches sur le « petit monde »,,,. Milgram conclu que tout les individus étaient reliés les uns aux autres dans un réseau sans clôture (sans frontière) et que la distance moyenne entre deux individus quelconques était de cinq intermédiaires.

Le sociologue Michel Forsé précise : 

« À chaque personne d’une population de départ (100 choisies au hasard dans le Nebraska, 96 à Boston, et 100 sélectionnées parce que possédant des actions, à nouveau dans le Nebraska), on demande d’acheminer par la poste un dossier vers un individu-cible [...]. Mais elle ne peut envoyer le dossier qu’à une personne qu’elle connaît personnellement. Comme cela a peu de chances d’être le cas pour ce qui est de l’individu-cible, on lui demande d’envoyer ce dossier à une de ses connaissances dont elle pense qu’elle pourra le faire progresser vers cet individu. [...] La question était (notamment) de savoir combien il faudrait d’intermédiaires pour que le document parvienne au destinataire »

Le sociologue Pierre Mercklé indique que : « Sur les 296 -individus des groupes de départ, 217 [soit 73,3%] ont accepté de participer à l'expérience et ont expédié le dossier à une de leurs connaissances, et finalement, 64 dossiers [soit 21,6%] sont parvenus jusqu'à l'individu-cible, au terme de chaînes de connaissances de  longueurs variables, mais dont la longueur moyenne était de 5,2 intermédiaires ».

### Harrison White
Le sociologue Harrison White est reconnu pour avoir introduit l'analyse des réseaux sociaux dans la sociologie,. Ses travaux ont aidé à établir les bases théoriques et méthodologiques de ce domaine, en mettant l'accent sur les structures relationnelles plutôt que sur les attributs individuels des acteurs sociaux. Son ouvrage majeur est « Identité et Contrôle : Une théorie de l'émergence des formations sociales » (Identity and Control: A Structural Theory of Social Action) publié en anglais en 1992 et remanié en 2008, grâce à Michel Grossetti, puis traduit en français en 2011. Il y développe l'idée que les identités sociales et les actions sont largement déterminées par les réseaux de relations dans lesquels les individus sont intégrés.

### Mark Granovetter
Le sociologue Mark Granovetter est notamment reconnu pour sa théorie sur la « force des liens faibles » (Strength of weak ties) publié en 1973 et revisité en 1983 (The strength of weak ties: A network theory revisited). Mark Granovetter soutient que comme les liens faibles sont des ponts entre des ensembles d’acteurs qui autrement seraient isolés, ce sont les liens faibles qui procurent aux individus des informations qui ne sont pas disponibles dans leur cercle restreint,.

### Ronald Burt
Le sociologue Ronald Burt est notamment reconnu pour sa formulation de la notion de trou structural (structural hole) proposée en 1992 dans l’ouvrage Structural holes,. Elle se réfère à une absence de relation directe entre deux contacts d'un acteur donné qui se trouve alors en position de tertius gaudens (nœud qui est en relation avec deux nœuds qui ne sont pas en relation directe l'un avec l'autre : ces deux nœuds sont dans un trou structural). Burt emprunte explicitement sa définition du « trou structural » à la théorie de la force des liens faibles de Mark Granovetter, et l'idée de tertius gaudens (le « troisième larron ») à Theodore Caplow. L'objectif de Burt est de donner un sens analytique à la métaphore du capital social, en montrant la manière dont la structure d'un réseau offre des avantages compétitifs aux acteurs sociaux. Selon Burt, le capital social réside pour l'acteur, dans la possibilité d'exploiter à son avantage les « trous structuraux » que présente le réseau autour de lui.
Dans la figure ci-dessous, l'acteur en rouge est en position de « tertius gaudens » : il entretient des liens non redondants avec deux sous-groupes distincts.

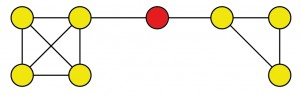
Figure : trou structural

## Exemple d'application d'analyse de réseaux sociaux
Études sur la sociabilité,.
Études sur le capital social,.
Études sur l'activité scientifique,.

## Graphes et matrices
Les graphes sont produits à l'aide de traitements mathématiques effectués sur des matrices. Un graphe est composé de nœuds et de liens. Les nœuds (ou unités, sommets) sont généralement les acteurs sociaux (individuel ou collectif), mais ils peuvent aussi représenter d'autres types d'entités (un article scientifique par exemple). Les liens (arêtes ou arcs) sont les interactions ou les relations entre ces nœuds.

### Graphes orienté, signé et valué
- Un graphe est dit « non-orienté », lorsque le sens des relations entre les entités sociales n'est pas pris en compte, c'est-à-dire que les arêtes du graphe ne sont pas des flèches ; dans le cas contraire, il est question de graphe « orienté »[5]. Exemple de lien orienté : un scientifique A peut citer un scientifique B, sans que B ne cite A.
- Un graphe peut être « signé », c'est-à-dire qu'il est possible d'affecter un signe (positif ou négatif par exemple) à chaque arc ou arêtes en fonction de la nature de la relation[5]. Exemple de lien signé : un scientifique A peut citer positivement un scientifique B ou scientifique A peut citer négativement un scientifique B.
- Un graphe peut être « valué » en affectant une valeur (par exemple numérique) à chaque relation[5]. Exemple de lien valué : un scientifique A peut citer 8 fois un scientifique B, alors que B peut citer 2 fois A.

### Chaîne, chemin, cycle, circuit
Un graphe est une combinaisons de nœuds et de liens, de clique, de chaîne, de chemin, de cycle ou de circuit.
- Une clique est l'ensemble des nœuds d'un sous-graphe.
- Une chaîne est une séquence d'arcs telle que chaque arc de cette séquence ait une extrémité commune avec l'arc qui précède et l'arc qui suit.
- Une chaîne est élémentaire si elle ne passe pas 2 fois par le même sommet.
- Une chaîne est simple si elle ne passe pas 2 fois par le même arc.
- Un chemin est une chaîne dont les arcs sont orientés dans le même sens.
- Un cycle est une chaîne simple dont l'extrémité initiale est identique à l'extrémité terminale.
- Un circuit est un chemin simple dont extrémité initiale est identique à l'extrémité terminale.

### Matrice

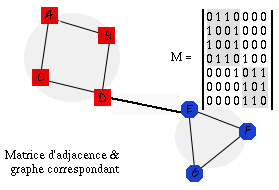
Ce graphe non-orienté a 7 sommets et 8 arêtes. Il possède aussi un pont

Pour obtenir un graphe, il est généralement nécessaire de construire ou d'utiliser une matrice d'adjacence. Pour ce faire, il suffit de noter les sommets qui sont liés entre eux. La matrice binaire indique la présence (1) ou l'absence (0) de liens entre les sommets. La matrice peut s'écrire sous forme mathématique ou sous forme de tableau.
| Graphe étiqueté | Matrice d'adjacence |
| --------------- | --- |
|                 | {\displaystyle {\begin{pmatrix}1&1&0&0&1&0\\1&0&1&0&1&0\\0&1&0&1&0&0\\0&0&1&0&1&1\\1&1&0&1&0&0\\0&0&0&1&0&0\end{pmatrix}}} |

## Mesure des propriétés structurales

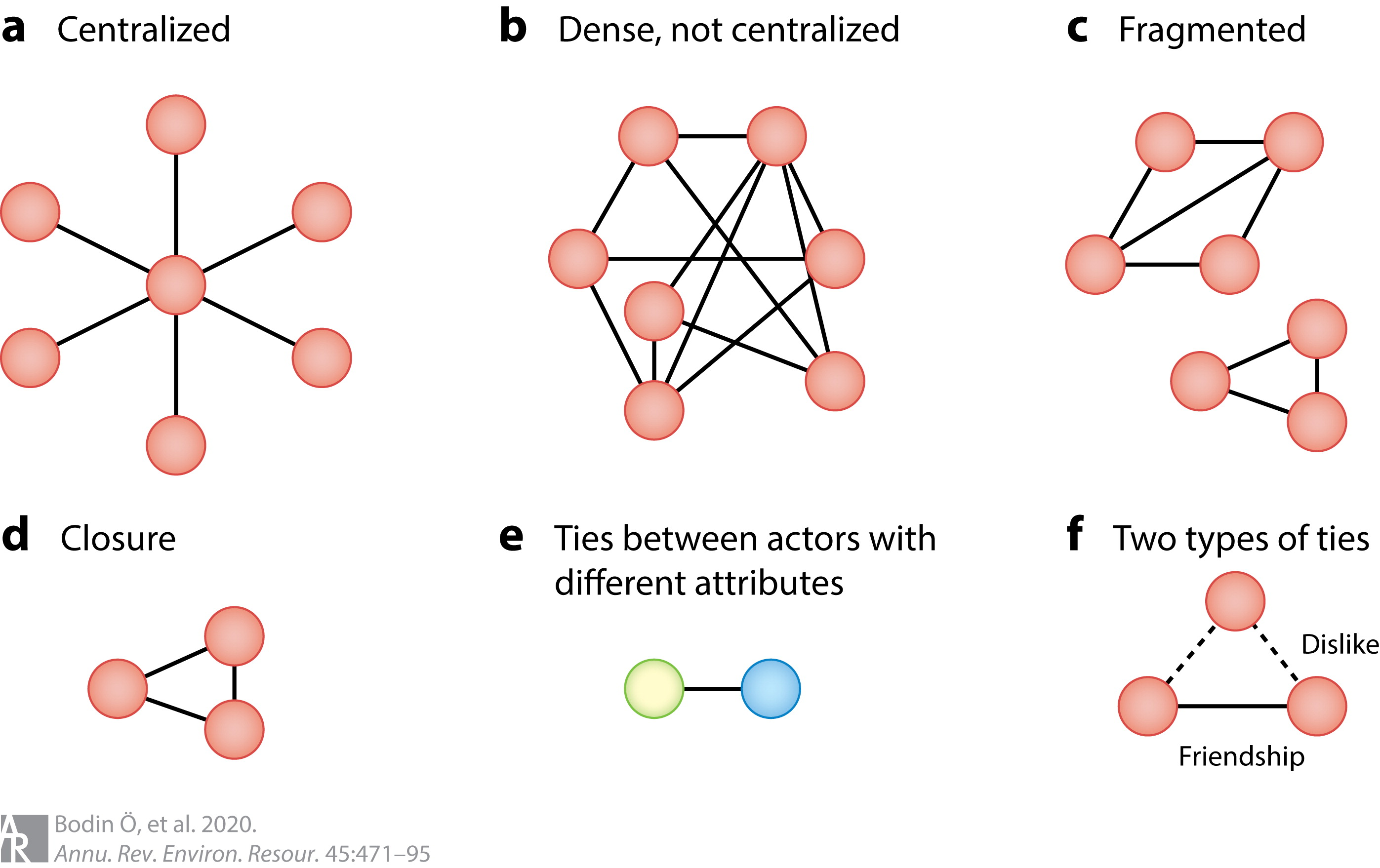
Diagramme des caractéristiques du réseau social

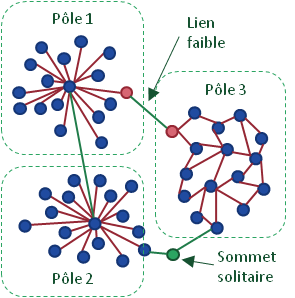
Topologie typique d'un réseau multipolaire.

En combinant les propriétés mesurées, on peut obtenir des informations détaillées des structures et des dynamiques d'un réseau social, permettant ainsi une meilleure compréhension des interactions et des comportements au sein de ces réseaux.

### Indices de base
- Longueur du chemin : c'est distance entre deux nœuds dans un réseau. La distance géodésique est le plus court chemin entre deux nœuds (soit le nombre de pas minimum qu'un nœuds i doit faire pour rejoindre un nœuds j)[56]. Deux nœuds sont adjacents s'il y a un lien entre eux (la longueur du chemin vaut 1)[57].
- Le degré :  l'ensemble des liens qui sont liés à un nœud[58]. Dans le cas de graphes orientés (avec des flèches qui partent ou qui arrivent d'un nœud) ont distingue demi-degré extérieur (liens qui partent) et démi-degré intérieur (liens qui arrivent).
- La densité : est le rapport entre le nombre de liens observés et le nombre maximum de lien possible du réseau (le degré maximal)[59]. Sa valeur maximum est égal à 1 : toutes les relations possibles sont observées.
- La connexité : un graphe est connexe si pour chaque dyade de nœuds il existe un chemin permettant de les relier (autrement dit, si aucun nœud n'est isolé des autres)[59].

### Les formes de centralité

Exemples de types de centralité : A= de degré, B= de proximité, C= d'interdépendance, D= de vecteur propre, E= de Katz, F= Alpha

- Centralité de degré : rapport entre le nombre de liens sortant du nœud et le degré maximal possible du réseau[60]. Sa valeur maximum égale le nombre total de nœud (g) moins 1[61].
- Centralité de proximité : le nombre minimum de pas qu'un nœud doit effectuer pour rentrer en contact avec les autres nœud du système : ici, plus un nœud est central et plus il est proche des autres[61]. Au maximum sa valeur est égale à l'inverse du nombre total de nœud moins 1 (soit 1/g-1).
- Centralité d'intermédiarité : plus un nœud est un passage obligé sur des chemins que d'autres nœuds doivent emprunter pour se joindre (pour être connecté), plus il sera central de ce point de vue[62]. Sa valeur maximale est (g-1)(g-2)/2.
- Centralité de prestige : Il existe plusieurs mesure du prestige. Il s'agit d'un indice basés sur les relations orientés. On s'intéresse à la proportion de nœuds qui "choisissent" un des nœuds du réseau : plus un nœuds est populaire, plus le score est important[63].
- Centralité de pouvoir : l'idée est qu'un nœuds central lié lui-même à des nœuds centraux peuvent être considéré comme disposant d'un pouvoir important[60]. Autrement dit, le fait d'être choisi par des nœuds centraux n'équivaut pas au fait d'être choisi par des nœuds marginaux[63].
- Radialité, mesure à quel point un nœud est central par rapport aux autres nœuds du réseau, en prenant en compte la distance moyenne à laquelle se trouvent les autres nœuds. Elle considère non seulement les connexions directes, mais aussi la position relative du nœud dans l'ensemble du réseau.

### Autres
- Portée (Reach), mesure la capacité d'un nœud à atteindre d'autres nœuds dans le réseau. Plus précisément, il s'agit de la proportion de nœuds du réseau qui peuvent être atteints à partir d'un nœud donné dans un nombre spécifique d'étapes ou de sauts. En d'autres termes, c'est une mesure de l'influence potentielle d'un nœud.
- Coefficient de clustering : Il mesure la probabilité que deux voisins d’un nœud soient eux-mêmes voisins. Il permet d’évaluer le degré de "clustering" ou de formation de communautés au sein du réseau. Sa valeur varie entre 0 (aucun voisin connecté entre eux) et 1 (tous les voisins sont connectés entre eux).
- Diamètre : C'est la longueur du plus long des plus courts chemins entre n'importe quelles paires de nœuds dans le réseau. Il donne une idée de la "taille" du réseau en termes de distance maximale entre les nœuds.
- Excentricité : La distance maximale entre un nœud donné et tous les autres nœuds du réseau. La plus petite excentricité parmi tous les nœuds est appelée le "rayon" du réseau.
- Cliques : Un sous-ensemble de nœuds dans lequel chaque nœud est directement connecté à tous les autres nœuds du sous-ensemble. Identifier les cliques aide à comprendre les structures communautaires dans le réseau.
- Détection de communautés : Techniques pour identifier des groupes de nœuds plus densément connectés entre eux qu'avec le reste du réseau. Cela permet de comprendre les sous-structures au sein d'un grand réseau.
- Assortativité : Mesure de la tendance des nœuds à se connecter à d'autres nœuds similaires (en termes de degré, attributs, etc.). Une assortativité positive indique que des nœuds de degrés similaires tendent à être connectés, tandis qu'une assortativité négative montre que des nœuds de degrés différents sont connectés.
- Modularité : Mesure la force de division d'un réseau en communautés. Une haute modularité indique un réseau avec des communautés bien définies, où les nœuds sont plus connectés entre eux qu'avec le reste du réseau.
- Analyse des réseaux temporels : Étude de réseaux dont les liens évoluent au fil du temps. Permet d'analyser comment les dynamiques relationnelles changent et influencent la structure du réseau.
- Processus de diffusion : Analyse de la manière dont les informations, les comportements ou les maladies se propagent à travers le réseau. Des modèles comme les modèles SIR (Susceptible-Infected-Recovered) sont souvent utilisés pour simuler ces processus.